# 新体操日本代表

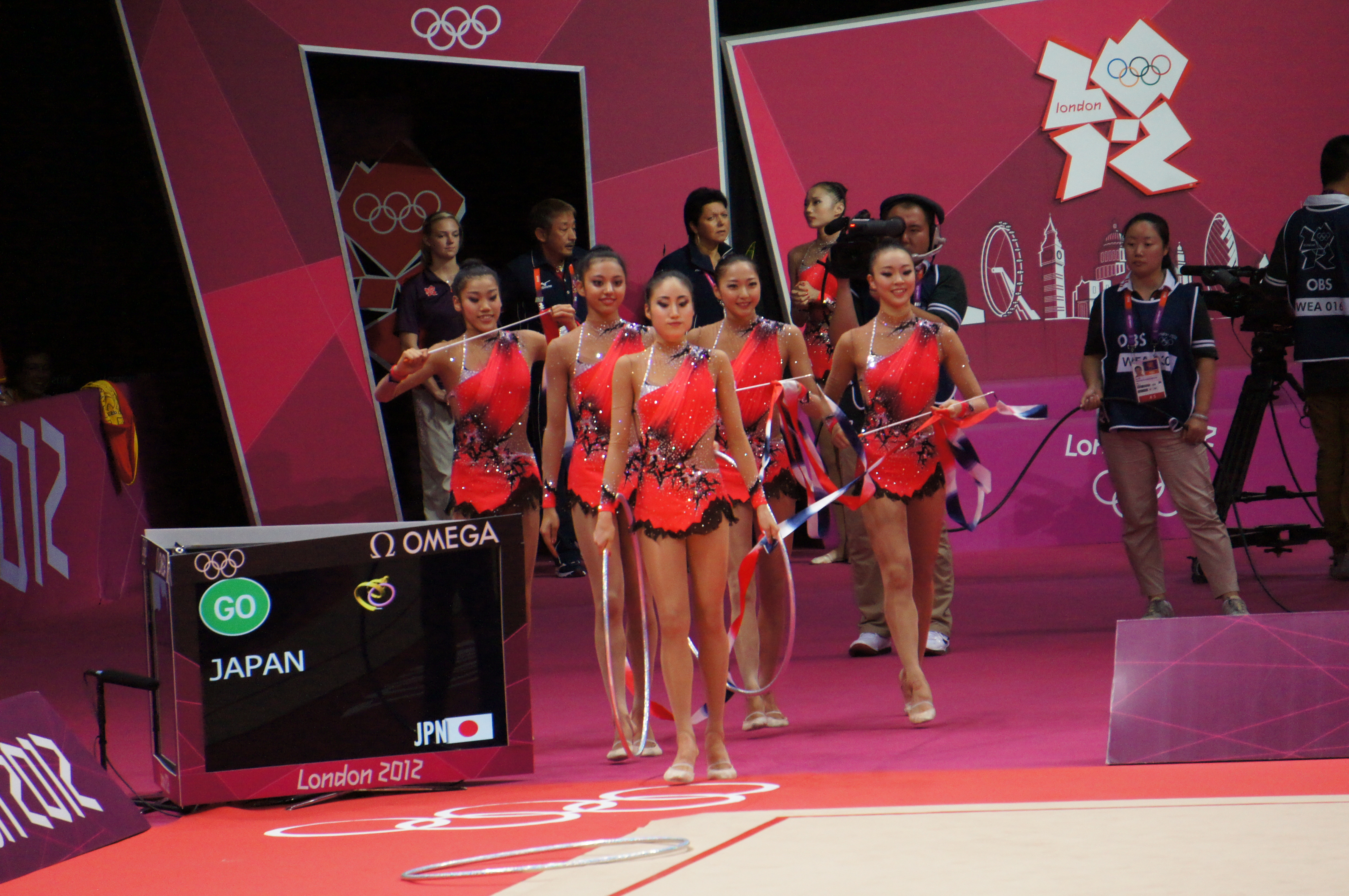
2012年ロンドン五輪でのフェアリージャパン

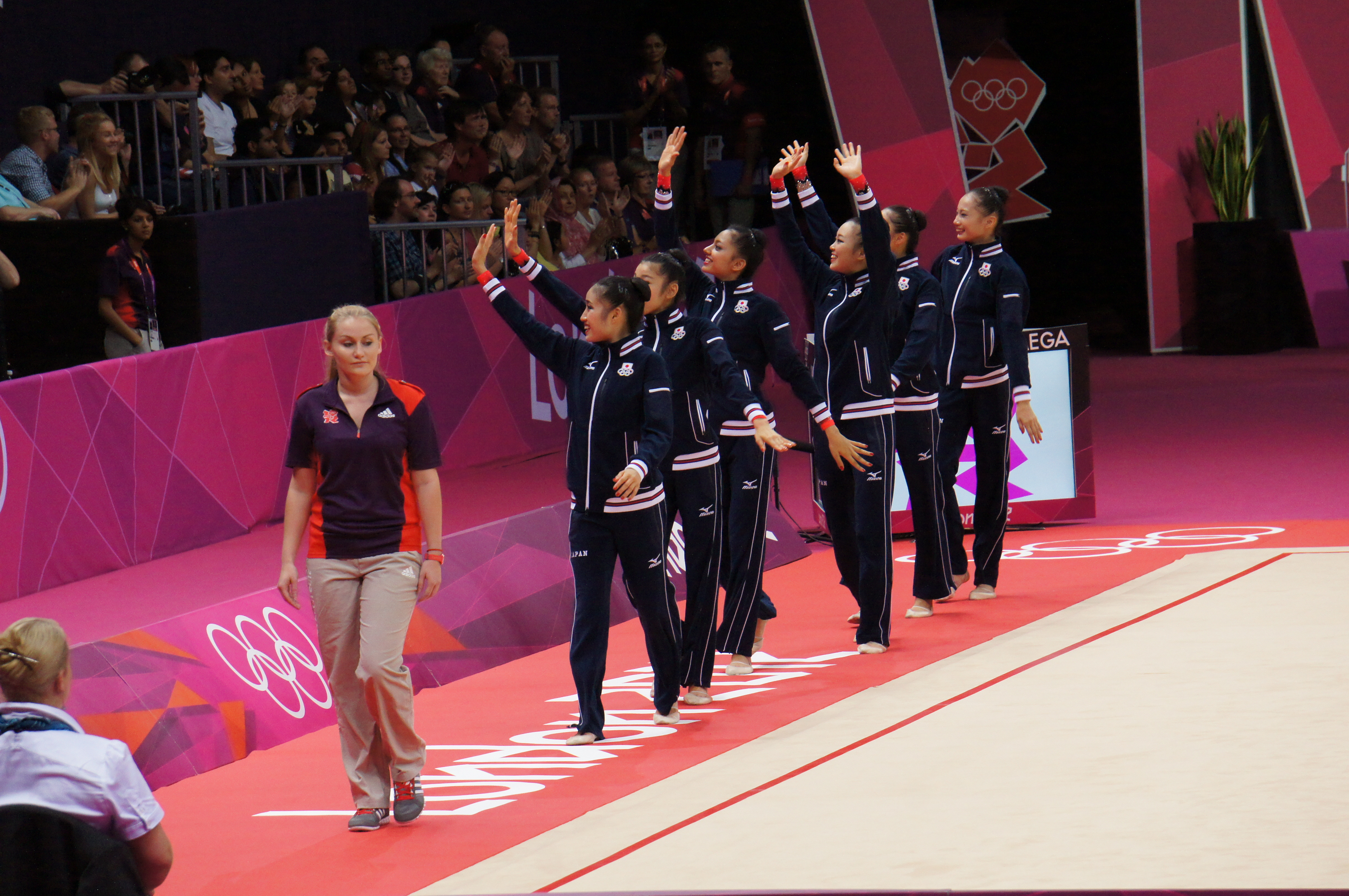
2012年ロンドン五輪でのフェアリージャパン

新体操日本代表（しんたいそうにっぽんだいひょう、しんたいそうにほんだいひょう）は、日本体操協会により編成される 新体操の日本ナショナル選抜チームである。愛称は「フェアリージャパン」で、公式スポンサーであるポーラの社名を入れてフェアリージャパンPOLA（Fairy Japan Pola）と表記することもある。団体競技だけではなく、個人競技の選手もいる。
毎年、トライアウトを開催し、新たな代表候補を発掘している。また、現在代表入りしているメンバーもトライアウトを受け改めて、代表入りする必要がある。

## 略歴
- 2006年・・2003年の世界新体操選手権でのリボンがからまるミスによるまさかの惨敗（16位）・2004年アテネオリンピックの出場権を逃すという結果を受け、従来とは違う画期的な強化策として、学閥・クラブとは関係なく、全国からスタイルのいい若手をオーディションで選び、集中合宿をして鍛えていくという方法を取り、「チームジャパン」としてスタート。この年に行われた三重ワールドカップファイナルではフープクラブ7位という好成績を残した。
- 2007年・・株式会社ポーラがオフィシャルパートナー（スポンサー）となり、チーム名も「フェアリージャパンPOLA」となる。この年のギリシャ・パトラス世界新体操選手権で総合7位となり、2大会ぶりのオリンピック出場権を獲得。
- 2008年・・2008年北京オリンピック予選総合10位。ミスが重なり、目標であった決勝進出を逃す。決勝進出の8位までは0.6差、6位まででも0.775差と、わずかな差であった。2008年北京オリンピック後、引き続き、フェアリージャパンは続行。2009年9月の三重世界新体操選手権での上位進出、メダル獲得を目指す。
- 2009年・・三重世界新体操選手権では、5フープでは予選落ちしたものの、総合では8位入賞。種目別決勝に進んだリボンロープでは4位（種目別、過去最高順位に並ぶ）となり、現チームが発足して3年半の、集大成というべき結果を残した。現チームはこの三重世界新体操選手権で一区切りとなる。
- 2009年12月・・ロンドンオリンピックへ向けてのメンバーオーディションが開催され、新メンバー、新体制が発表された。
- 2013年7月・・ 9期メンバーがリクルートの関連会社ブライダル総研が開催した「第1回ベストエンゲージメント2013」でプロジェクト推薦部門（フレンド部門）を受賞。受賞理由は「共同生活を通じて、厳しい練習を共に乗り越え、世界の頂点を目指して切磋琢磨を続ける９人の仲間たち。その中で芽生えた仲間との絆の素晴らしさから」
- 2017年11月・・13期メンバーのうち、団体競技で42年振りのメダル（銀1、銅2）獲得に貢献した杉本早裕吏、松原梨恵、国井麻緒、横田葵子、竹中七海、鈴木歩佳、個人競技で42年ぶりの銅メダルを獲得した皆川夏穂が「第52回テレビ朝日ビッグスポーツ賞」ビッグスポーツ五輪奨励賞を受賞。

## スタッフ
2009年12月～
体操指導陣
山﨑浩子（ロンドンオリンピック強化委員会新体操強化本部長）
インナ・ビストロヴァ（ヘッドコーチ）
横地愛（団体競技コーチ）
美容コーチ
飯田絵里加
荻野和子
田中琴乃 (元フェアリージャパン。北京五輪、ロンドン五輪出場)
枡浩史
宮田舞
湯本幸子
メンタルコーチ
志村祥瑚
バレエコーチ
齋藤愛見
過去のスタッフ ～2009年
体操指導陣
山﨑浩子（北京オリンピック強化委員会新体操強化本部長）
五明みさ子（ヘッドコーチ）
吉岡紀子（コーチ）
美容コーチ
渡邉和子
酒見桂子
馬場智

## メンバー
- 2005年12月　全国オーディションで9人が選抜され、数回の入れ替えを経て現在のメンバーになった。千葉市内のマンションに住み込み、共同生活を送っている。
- 2008年6月　北京オリンピック代表6人（出場は5人）が発表された。落選した3人は国内補欠となった。
- 2009年　現在の練習・合宿拠点は都内の味の素ナショナルトレーニングセンターに移っている。
- 2009年4月　フェアリージャパンチャレンジ練習生オーディションが開催された。合格者は練習生として、フェアリージャパンと一緒に、土日の集中練習や月1回の合同合宿を行い、近い将来の日本代表をめざすというもの。5人が合格している。
- 2009年12月　ロンドンオリンピックへ向けてのオーディションが開催され、新メンバーが発表された。Aメンバーは2010年9月のモスクワ世界新体操選手権までロシア・サンクトペテルブルクが合宿拠点となる。

### 歴代主将（キャプテン）
年の下にあるカッコは参加した五輪大会。
| 年                              | 氏名       | 備考  |
| ------------------------------- | ---------- | ----- |
| 2009～2012 （ロンドン）         | 田中琴乃   |       |
| 2013～2014秋頃                  | 畠山愛理   |       |
| 2014年冬頃～2021年 (リオ、東京) | 杉本早裕吏 |       |
| 2022年～                        | 鈴木歩佳   | [ 6 ] |

### 2008北京オリンピック、2009三重世界新体操選手権代表
- 三澤樹知 チームリーダー
- 坪井保菜美
- 原千華
- 稲垣早織
- 田中琴乃
- 遠藤由華

### 2008北京オリンピック代表補欠
- 平田美沙紀
- 今谷世里
- 高安映理

### 2009フェアリージャパンチャレンジ練習生
- 深瀬菜月（秋田新体操クラブ）
- 三浦莉奈（ウーマンズ新体操クラブ）
- サイード横田仁奈（ふじしま新体操クラブ）
- 畠山愛理（東京ジュニア新体操クラブ）
- 進藤みのり（秋田新体操クラブ）

### 2009年12月 - （第6期新体操日本ナショナルチーム選抜団体チーム）
Aメンバー
- 田中琴乃 - 主将
- 遠藤由華
- 松原梨恵（ALFA）
- サイード横田仁奈（ふじしま新体操クラブ）
- 深瀬菜月（秋田新体操クラブ）
- 三浦莉奈（ウーマンズ新体操クラブ）
- 畠山愛理（東京ジュニア新体操クラブ）
- （進藤みのりは 2010.5 認定解除）

Bメンバー
- 津田愛実（竹田RG）
- 佐々木南海（飛行船新体操クラブ）
- 藤岡里沙乃（みやび新体操クラブ）
- 池ヶ谷晴香（アンジュ）
- 杉本早裕吏（みなみ新体操クラブ）
- 小野明日香（シェリーRG）
- 国井麻緒（山形RG）

### 2013年 - （第9期）
- 松原梨恵（6-8期メンバー、ALFA）
- サイード横田仁奈（6-8期メンバー、ふじしま新体操クラブ）
- 深瀬菜月（6-8期メンバー、秋田新体操クラブ）
- 畠山愛理（6-8期メンバー、東京ジュニア新体操クラブ）- 主将
- 加畑碧（町田RG）
- 杉本早裕吏（みなみ新体操クラブ）
- 国井麻緒（山形RG）
- 熨斗谷さくら（コナミスポーツクラブ）
- 宮本望来（イオン）

### 2014年1月 - （第10期）
- 畠山愛理（第9期から継続、東京ジュニア新体操クラブ）- 主将
- 松原梨恵（第9期から継続、ALFA）
- 加畑碧（第9期から継続、町田RG）
- 国井麻緒（第9期から継続、山形RG）
- 熨斗谷さくら（第9期から継続、コナミスポーツクラブ）
- 小松美桜（2013トライアウトで合格、名女大ジュニア新体操教室）
- 金山杏香（2013トライアウトで合格、すみれRG）
- 以下のメンバーは故障で離脱中
  - 深瀬菜月（第9期から継続）
  - 杉本早裕吏（第9期から継続）
  - サイード横田仁奈（第9期から継続）
- 候補生
  - 横田葵子（2013トライアウトで合格、安達新体操クラブ）
  - 佐々木美雨（2013トライアウトで合格、コナミスポーツクラブ）
  - 竹中七海（2013トライアウトで合格、みなみ新体操クラブ）
  - 小林秀圭（2013トライアウトで合格、ぎふ新体操クラブ）
- 練習生
  - 横山美希（2013トライアウトで合格、Wing まつもと RG）
  - 海谷尊実（2013トライアウトで合格、DIVA RG）
  - 大西亜実（2013トライアウトで合格、宝塚サニー新体操クラブ）

### 2015年 - (第11期)
- 松原梨恵
- 畠山愛理

- 杉本早裕吏 - 主将
- 国井麻緒
- 横田葵子
- 熨斗谷さくら
- 竹中七海
- 小林秀圭
- 鈴木歩佳

### 2016年 - (第12期)
- 杉本早裕吏 - 主将
- 松原梨恵
- 畠山愛理
- 横田葵子
- 熨斗谷さくら
- 国井麻緒(補欠)
- 竹中七海(補欠)

以上リオデジャネイロ五輪新体操 日本代表団体メンバー
- 小松美桜
- 鈴木歩佳

### 2017年 - (第13期)
- 団体競技選手
  - 杉本早裕吏 - 主将
  - 松原梨恵
  - 横田葵子
  - 熨斗谷さくら
  - 国井麻緒
  - 竹中七海
  - 小松美桜
  - 鈴木歩佳
  - ベネット・マヤ
  - 織田莉子 (2017年5月～)
- 個人競技選手
  - 皆川夏穂
  - 早川さくら
  - 喜田純鈴

### 2018年 - (第14期)
- 杉本早裕吏 - 主将
- 松原梨恵
- 国井麻緒
- 横田葵子
- 熨斗谷さくら
- 小松美桜 (～5月)
- 竹中七海
- 鈴木歩佳
- ベネット・マヤ (～5月)
- 織田莉子
- 島田悠里

### 2019年 - （第15期）
- 杉本早裕吏 - 主将
- 松原梨恵
- 熨斗谷さくら
- 横田葵子
- 国井麻緒
- 竹中七海
- 鈴木歩佳
- 島田悠里
- 今岡里奈
- 中村胡桃
- 末永柚月
- 稲木李菜子
- 二木乃愛（～2月10日）[7]

### 2020年 - （第16期）
- 杉本早裕吏
- 松原梨恵
- 横田葵子
- 熨斗谷さくら
- 竹中七海
- 鈴木歩佳
- 今岡里奈
- 稲木李菜子
- 末永柚月
- 鵜鷹くるみ
- 生野風花(いくの・ふうか) [10]

### 2021年 - (第17期)
- 杉本早裕吏
- 松原梨恵
- 横田葵子
- 熨斗谷さくら
- 竹中七海
- 鈴木歩佳
- 今岡里奈
- 稲木李菜子
- 末永柚月
- 生野風花

#### 個人競技
- 皆川夏穂
- 喜田純鈴
- 大岩千未来 [4]

### 2022年 - (第18期)
- 竹中七海
- 鈴木歩佳
- 今岡里奈
- 稲木李菜子(いなき・りなこ)
- 末永柚月
- 生野風花
- 中村知花(なかむら・ちはな)
- 西本愛実(にしもと・めぐみ) (11月～)
- 林美梨香（はやし・みりか）(8月18日～)
- 小林千奈乃(8月18日～) [11]

#### 個人競技
- 喜田純鈴
- 山田愛乃 (やまだ・あいの)
- 喜田未来乃（きた・みらの。喜田 純鈴の実妹）
- 松坂玲奈
- 鈴木菜巴
- 大西亜実
- 柴山瑠莉子 [10]

### 2023年 - (第19期)[12]
- 鈴木歩佳 - 主将
- 竹中七海
- 今岡里奈
- 生野風花
- 稲木李菜子
- 中村知花
- 林美梨香
- 西本愛実
- 田口久乃(たぐち・ひさの)(2023年3月～)

### 個人競技
- 山田愛乃
- 喜田未来乃

## 主な試合結果
※新体操団体競技日本代表のもので、フェアリージャパン（チームジャパン）以前も含む
- 1999年、世界新体操選手権大会 （団体総合4位）
- 2000年、シドニーオリンピック（団体総合5位）
- 2002年、世界新体操選手権大会 （団体総合10位）
- 2003年、世界新体操選手権大会 （団体総合16位）- アテネオリンピックの出場権を逃す。
- 2005年、世界新体操選手権大会 （団体総合9位、種目別リボン6位）
- 2006年、第6回新体操ワールドカップ（ファイナル）決勝大会 （団体種目別フープ・クラブ7位）
- 2007年、世界新体操選手権大会 （団体総合7位、団体種目別ロープ7位、フープ・クラブ8位） - 北京オリンピック代表決定。団体の五輪出場は2000年シドニーオリンピック以来、2大会ぶり。
- 2007年、新体操国際大会 in FUKUOKA 2007 （団体総合4位、種目別フープ&クラブ3位）種目別フープ&クラブでは初の17.100をマーク。
- 2008年、北京オリンピック、団体予選総合10位。
- 2009年、ポルトガル・ポルチマン新体操国際、種目別決勝リボンロープ優勝。（総合では8位。5フープは12位予選落ち）個人団体含めて、新体操ワールドカップシリーズで優勝は史上初。
- 2009年、ベラルーシ新体操国際、団体総合5位。種目別決勝フープ7位、リボンロープ6位。
- 2009年、世界新体操選手権三重大会、団体総合8位（フープ10位、リボンロープ4位）。種目別決勝リボンロープ4位（種目別の過去最高順位に並ぶ）。
- 2010年 ロシア新体操国際(Gazprom Cup) 団体総合4位 種目別決勝フープ4位 リボンロープ3位
- 2010年 ギリシャ新体操国際(カラマタカップ) 団体総合8位 種目別決勝フープ7位 リボンロープ6位
- 2010年 サンクトペテルブルク新体操国際 団体総合3位 種目別決勝フープ3位 リボンロープ3位
- 2010年 ベラルーシ新体操国際 団体総合4位 種目別決勝フープ2位 リボンロープ5位
- 2010年 イタリア新体操国際 団体総合10位 種目別決勝リボンロープ4位
- 2010年 世界新体操選手権モスクワ大会 団体総合6位 種目別決勝フープ6位 リボンロープ6位
- 2011年 世界新体操選手権モンペリエ大会 団体総合5位
- 2012年 ロンドンオリンピック 団体総合7位
- 2016年 リオデジャネイロオリンピック 団体決勝8位
- 2017年 新体操チャレンジカップスペイン大会団体種目別決勝フープ18.600点 1位
- 2017年 新体操チャレンジカップスペイン大会団体種目別決勝ロープ＆ボール18.300点 3位
  - 2種目とも表彰台に上がったのは史上初の快挙 
  - 競技を行ったメンバーは杉本早裕吏、松原梨恵、国井麻緒、竹中七海、鈴木歩佳 の5人。
- 2017年6月 アジア新体操選手権団体総合36.050点 1位  
  - ロープ＆ボール17.950点、5フープ18.100点
- 2017年8月 新体操チャレンジ杯ベラルーシ大会総合35.250点3位
  - 5フープ18.050点、3ボール2ロープ17.200点
- 2017年9月2日 - 世界選手権（イタリア）団体総合
  - 出場メンバー:杉本早裕吏 松原梨恵 横田葵子 竹中七海 鈴木歩佳 (サブ:国井麻緒)
    - フープ18．400点、ロープ・ボールでは18．250点総合得点36．650点 3位

団体総合でのメダルは1975年大会以来42年振りの快挙。
- 2017年9月3日 - 世界選手権 （イタリア）種目別
  - ボールロープ 18.650点 2位
  - 5フープ 18.600点 3位

メダル3個獲得は史上初の快挙。
- 2018年4月1日 - Ｗ杯ソフィア (ブルガリア)
  - 5フープ 19.800点 2位
  - ボールロープ 18.800点 1位
  - 出場メンバー杉本早裕吏 松原梨恵 熨斗谷さくら 鈴木歩佳 織田莉子

- 2018年8月19日 - 新体操WC杯 ミンスク（ベラルーシ）大会団体種目別決勝
  - ボール＆ロープ 22.400点 1位
  - 5フープ 20.350点 5位
  - 出場メンバー杉本早裕吏 松原梨恵 熨斗谷さくら 横田葵子 鈴木歩佳 [13]
- 2019年2月17日 - モスクワグランプリ （ロシア）
  - ボール５22.800点 1位
  - フープ3＆クラブ2 23.000点 1位
  - 出場メンバー 杉本早裕吏 松原梨恵 熨斗谷さくら 鈴木歩佳
  - 竹中七海 （ボール5のみ出場）横田葵子 （フープ3＆クラブ2のみ出場[14]
- 2019年世界新体操選手権 バクー （アゼルバイジャン）
- 9月22日 - 団体総合
  - フープ・クラブ 29.000点
  - ボール 29.200点 （合計58.200点 ）で2位 （1位はロシア 58.700点）
  - 出場メンバー 杉本早裕吏 松原梨恵 熨斗谷さくら 横田葵子 鈴木歩佳 竹中七海

当時強豪ソ連やブルガリアがボイコットした1975年大会以来、44年ぶりに過去最高に並ぶ銀メダルを獲得 
- 9月23日 - 種目別決勝
  - ボール 29.550点 1位
  - フープ・クラブ 29.400 2位 （1位のロシアとは29.450の僅差）
  - 出場メンバー 杉本早裕吏 松原梨恵 熨斗谷さくら 横田葵子 竹中七海 鈴木歩佳

団体での金メダルは初の快挙。
- 2021年 3月 - 新体操W杯ソフィア大会 (ブルガリア ソフィア )

(団体) 
- 5ボール 37.700点 (2位)

出場メンバー:杉本早裕吏、松原梨恵、鈴木歩佳、竹中七海、稲木李菜子
- 3フープ 4クラブ 32.950 (5位)

出場メンバー:杉本早裕吏、松原梨恵、熨斗谷さくら、鈴木歩佳、竹中七海
- 総合 70.650点 (3位) [17]

(個人)
大岩千未来 89.075点 (総合8位)
喜田純鈴    85.050点 (総合17位) 

## 使用楽曲
2006年
- 3フープ4クラブ・・Tango de los exiliados/Vanessa Mae

2007年
- 5ロープ・・Sabre Dance/Vanessa Mae
- 3フープ4クラブ・・Battle for Varden（映画「エラゴン」より) /Patrick Doyle

2008年
- 5ロープ・・Sabra Dance/Vanessa Mae
- 3フープ4クラブ・・Battle without honor and humanity (Samurai Mix）/布袋寅泰

2009年
- 2ロープ3リボン・・Dinner、Desert Foxes、Kiss and Make Up、Bogota、Minivan Chase（映画「Mr. and Mrs. Smith」より）/John Powell
- 5フープ・・El Tango De Roxanne（映画「ムーラン・ルージュ」より）/Ewan McGregor, Jose Feliciano & Jacek Koman
- エキシビション・・Diablo Rojo /Rodrigo Y Gabriela